# تامی آمفلت
تامی آمفلت (انگلیسی: Tommy Amphlett؛ زادهٔ ۱۴ سپتامبر ۱۹۸۸) بازیکن فوتبال اهل استرالیا است.
از باشگاه‌هایی که در آن بازی کرده‌است می‌توان به باشگاه فوتبال پرث گلوری اشاره کرد.